# 澹臺滅明

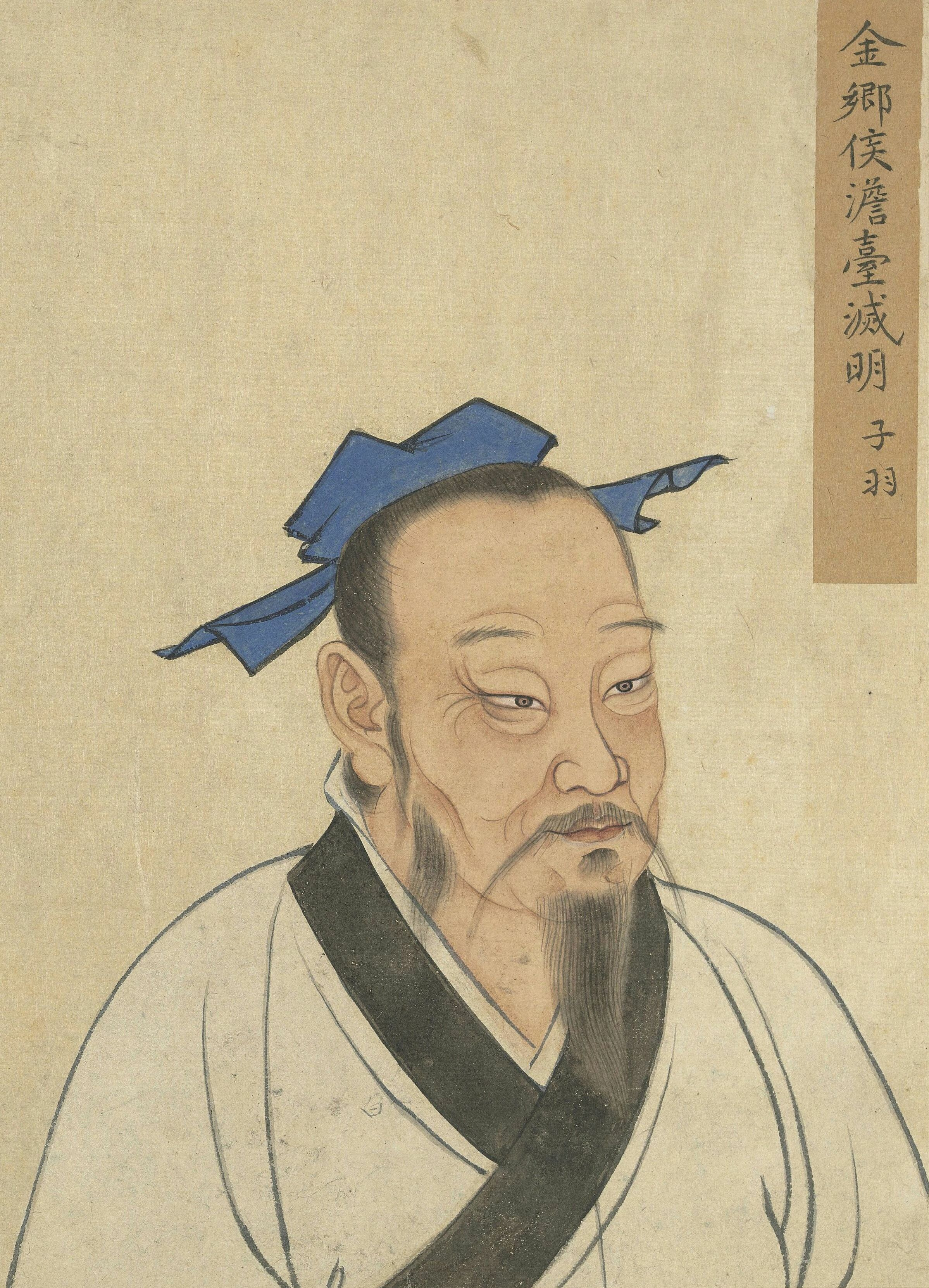
澹臺滅明

澹臺滅明（前512年—？，但根据《孔子家语》为前502年出生，卒年不詳），复姓澹臺，名灭明，字子羽，魯國武城（今山东平邑县，也有说武城县，另有一說是旧有澹台子祠的故城县大坛村）人。是孔子的弟子，七十二贤之一。
因相貌丑陋，孔子一度认为其才识浅薄。但他从师学习后，致力于修身实践，处事光明正大，令孔子改觀。后来他游历於江淮之间，才能顯著，各地都传诵他的名字。於是在進賢，今日的南昌講學，弟子大约有300人。孔子听说后，认为自己“以貌取人，失之子羽”，將他和宰予做對比。在今日，南昌仍然每年有紀念他的儀式。
澹臺滅明曾經在武城宰子游身邊擔任幕僚，子游（言偃）向孔子稱讚澹臺滅明「有澹臺滅明者，行不由徑。非公事，未嘗至於偃之室也。」意思是指澹臺滅明此人很講義氣，絕對不會自私，不是為了公事，從來不到子游的房裡來。
唐朝唐玄宗尊之为“江伯”。宋朝宋真宗加封为“金乡侯”。在明嘉靖九年又改称“先贤澹台子”。

## 參看
- 澹台滅明墓